# Kanta Kajiyama
Kanta Kajiyama (japanisch 梶山 幹太 Kajiyama Kanta; * 24. April 1998 in der Präfektur Niigata) ist ein japanischer Fußballspieler.

## Karriere
Kajiyama erlernte das Fußballspielen in der Jugendmannschaft von Nagoya Grampus. Seinen ersten Vertrag unterschrieb er 2017 bei Nagoya Grampus. Der Verein spielte in der zweithöchsten Liga des Landes, der J2 League. Am Ende der Saison 2017 stieg der Verein in die J1 League auf. Im September 2018 wechselte er zum Drittligisten SC Sagamihara.